# عشا مؤمنی
عِشا مؤمنی (زاده ۱۳۵۹ تهران) دانشجوی کارشناسی ارشد رشته ارتباطات و هنر در دانشگاه ایالتی کالیفرنیا نورتریج و از فعالان کمپین یک میلیون امضا است که ۲۴ مهر ۱۳۸۷ در تهران بازداشت شد. جایزه سالانه آزادی آکادمیک از سوی دانشگاه ایالتی کالیفرنیا در نورتریج در ۵ مه ۲۰۰۹ به وی داده شد.
وی که برای دیدار با خانواده و به پایان بردن پروژه دانشگاهی‌اش دربارهٔ فعالان جنبش زنان ایران به ایران آمده بود و در حدود دو ماه در ایران ساکن بود به شیوه‌ای غیرمعمول توسط پلیس بزرگراه بازداشت شد. خودروی او به دلیل سبقت غیرمجاز توسط گشت نامحسوس بزرگراه در بزرگراه مدرس متوقف شد و چند ساعت بعد به بند ۲۰۹ زندان اوین منتقل شد.
همچون اغلب دستگیری‌های اینچنینی، نیروهای امنیتی از خانواده وی خواستند که خبر بازداشت وی را مخفی نگه دارند و از گرفتن وکیل خودداری کنند، در غیر اینصورت برخورد بدتری با وی خواهد شد.
مأموران پس از بازداشت، وی را به خانه‌اش برده و دستنوشته‌هایش و تصاویری که از یکی از جلسات کمپین تهیه کرده بود را توقیف کردند.
پس از آنکه تلاش خانواده وی جهت کسب اطلاع پیرامون سرنوشت او از دادگاه انقلاب بی‌حاصل ماند، آنان خبر دستگیری وی را منتشر کردند.
عفو بین‌الملل، و دانشگاهی که وی در آن مشغول به تحصیل بود در این باره واکنش نشان دادند.
محمد علی دادخواه که از سوی خانواده عشا وکالت او را برعهده گرفته‌است، بازداشت وی را ناقض قوانین داخلی و معاهده‌های جهانی ایران دانست. در ۵ مه ۲۰۰۹ جایزه سالانه آزادی آکادمیک از سوی دانشگاه ایالتی کالیفرنیا در نورتریج به خاطر «پیگیریِ حقیقت، برابری و عدالت اجتماعی در تحقیقات دانشگاهی» به وی که در ایران ممنوع‌الخروج بود اهدا شد.